# Petrus Hübner
Petrus Paul Hübner OCist (* 18. Januar 1948 in Wien-Lainz; † 28. Oktober 2022 in Wiener Neustadt) war Zisterzienserpater aus dem Stift Heiligenkreuz, Subprior im Stift Neukloster, Kirchenmusiker und von 2016 bis 2022 Bischofsvikar für das Vikariat Süd der Erzdiözese Wien.

## Leben
Paul Hübner wurde 1948 als achtes Kind der Familie Hübner in Wien-Lainz geboren. Sein Vater war Organist in Lainz und vermittelte dem Sohn früh die Liebe zur Musik. Nach der Matura am Bundesgymnasium Fichtnergasse in Wien trat Hübner 1966 ins Stift Heiligenkreuz ein, wo er am 28. Oktober desselben Jahres mit dem Ordensnamen Petrus eingekleidet wurde. Ein Jahr später legte er dort seine Zeitliche und 1970 die Feierliche Profess ab.
Hübner studierte Theologie an der Hochschule Heiligenkreuz und von 1970 bis 1975 Kirchenmusik an der damaligen Hochschule für Musik und Darstellende Kunst in Wien. Gleichzeitig war er Erzieher im Internat Heiligenkreuz und Stiftsorganist. Am 29. Juni 1973 wurde er im Stift Heiligenkreuz zum Priester geweiht und feierte zwei Tage später seine Primiz in Lainz.
Pater Petrus war Kaplan in Wiener Neustadt-Neukloster (1975–1984), Pfarrer in Pfaffstätten (1984–2002) und zudem Dechant des Dekanates Baden (1999–2002). Danach wirkte er als Pfarrer in Wiener Neustadt-Neukloster (2002–2011) und als Dechant des Dekanates Wiener Neustadt (2003–2016). Von 2011 bis 2019 war er Moderator in Maiersdorf und Muthmannsdorf. Ab dem 1. September 2016 war Pater Petrus Bischofsvikar im Vikariat unter dem Wienerwald der Erzdiözese Wien. Das Amt des Bischofsvikars behielt er, als er 2019 ins Stift Neukloster zurückkehrte, wo er als Subprior wirkte. Sein Lebensmotto war: »Die Freude an Gott ist unsere Kraft!« (Neh 8,10).
Am 11. November 2022 leitete der Wiener Erzbischof Kardinal Christoph Schönborn die feierliche Totenmesse in der Stiftskirche Heiligenkreuz. Anschließend wurde Hübner auf dem Klosterfriedhof des Stiftes Heiligenkreuz begraben.